# محافظة الصومال
محافظة الصومال (بالصومالية: Gobolka Soomaliya)‏ كانت إحدى محافظات شرق إفريقيا الإيطالية الست. تم تشكيلها من مستعمرة الصومال الإيطالية المنفصلة سابقًا، والتي تم توسيعها من قبل منطقة أوغادين التابعة للإمبراطورية الإثيوبية المحتلة بعد الحرب الإيطالية الإثيوبية الثانية.

## التاريخ

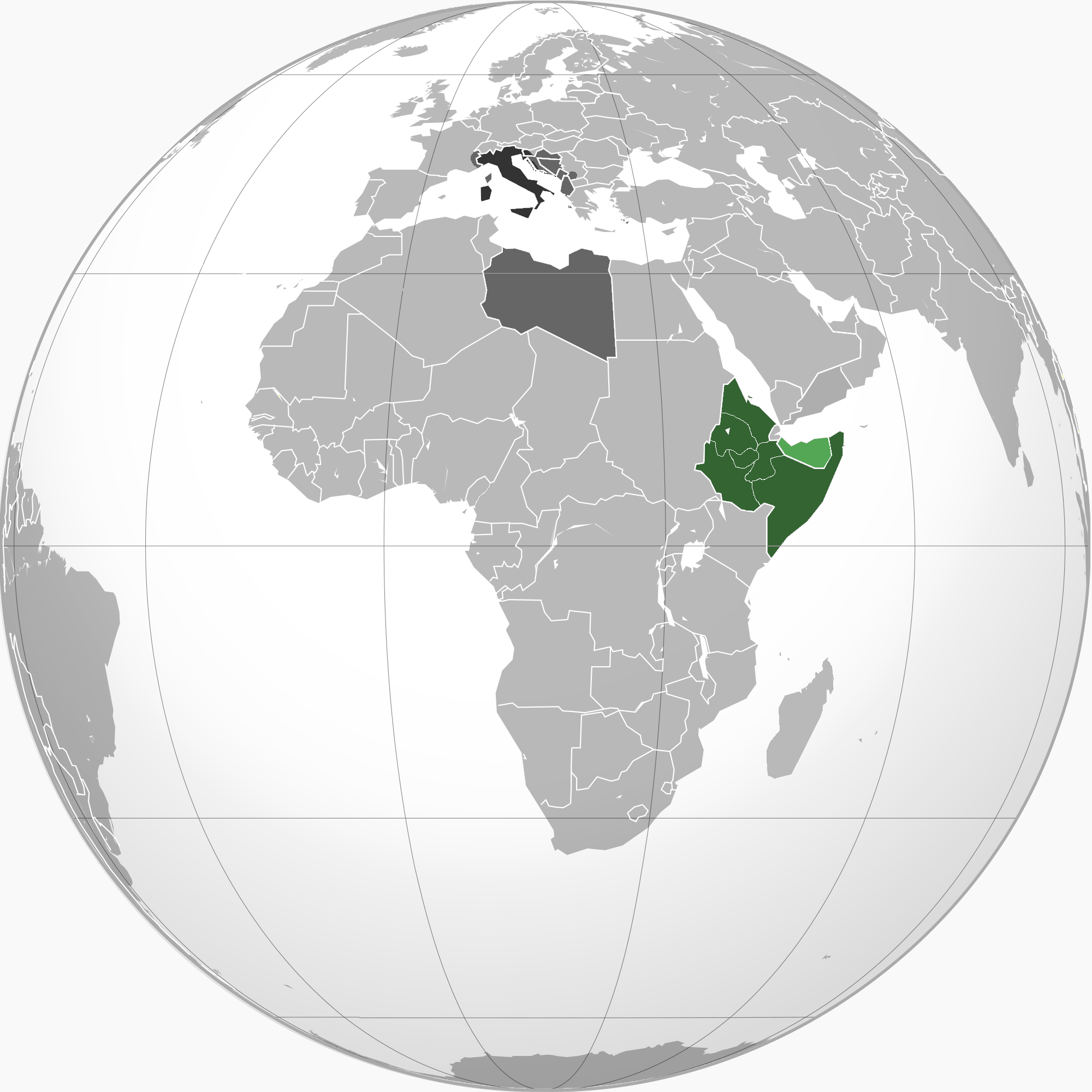
شرق إفريقيا الإيطالية
الصومال البريطاني

امتدت محافظة الصومال من عام 1936 حتى عام 1941، وكانت عاصمتها الإدارية مقديشو، في حين كان عدد سكان العاصمة 50.000 نسمة، منهم ما يقرب من 20.000 من الإيطاليين الصوماليين.
بحلول عام 1941، كان 30.000 إيطالي يعيشون في مقديشو، يمثلون حوالي 33٪ من إجمالي سكان المدينة البالغ عددهم 90.000 نسمة. كانوا يترددون على المدارس الإيطالية المحلية التي فتحتها السلطات الاستعمارية، مثل "ليسيوم".
بدأت السلطات الإيطالية في عام 1937 ببناء طريق سريع مرصوف من مقديشو إلى أديس أبابا، اكتمل في عام 1940 وبدأت الطرق الأخرى في عام 1939، من مقديشو إلى الساحل الصومالي الشمالي وإلى مستعمرة كينيا البريطانية جنوبا.
بالإضافة إلى ذلك، كان هناك مشروع لربط مقديشو بخط سكة حديد أديس أبابا جيبوتي، وآخر لبدء بناء مطار في ضواحي المدينة. كما تم تحديد موانئ العاصمة وموانئ كيسمايو الواقعة جنوبًا للتوسع في عام 1941. ومع ذلك، أدى اندلاع الحرب العالمية الثانية إلى توقف هذه الخطط.
في صيف عام 1940، غزت القوات الإيطالية أرض الصومال البريطانية وضمتها إلى محافظة الصومال. استعادت القوات البريطانية لاحقًا المنطقة في مارس 1941.